# Hovhannes Tarakdjian
 (juin 2024).
La mise en forme du texte ne suit pas les recommandations de Wikipédia : il faut le « wikifier ».
Les points d'amélioration suivants sont les cas les plus fréquents. Le détail des points à revoir est peut-être précisé sur la page de discussion.
- Les titres sont pré-formatés par le logiciel. Ils ne sont ni en capitales, ni en gras.
- Le texte ne doit pas être écrit en capitales (les noms de famille non plus), ni en gras, ni en italique, ni en « petit »…
- Le gras n'est utilisé que pour surligner le titre de l'article dans l'introduction, une seule fois.
- L'italique est rarement utilisé : mots en langue étrangère, titres d'œuvres, noms de bateaux, etc.
- Les citations ne sont pas en italique mais en corps de texte normal. Elles sont entourées par des guillemets français : « et ».
- Les listes à puces sont à éviter, des paragraphes rédigés étant largement préférés. Les tableaux sont à réserver à la présentation de données structurées (résultats, etc.).
- Les appels de note de bas de page (petits chiffres en exposant, introduits par l'outil «  Source ») sont à placer entre la fin de phrase et le point final[comme ça].
- Les liens internes (vers d'autres articles de Wikipédia) sont à choisir avec parcimonie. Créez des liens vers des articles approfondissant le sujet. Les termes génériques sans rapport avec le sujet sont à éviter, ainsi que les répétitions de liens vers un même terme.
- Les liens externes sont à placer uniquement dans une section « Liens externes », à la fin de l'article. Ces liens sont à choisir avec parcimonie suivant les règles définies. Si un lien sert de source à l'article, son insertion dans le texte est à faire par les notes de bas de page.
- La présentation des références doit suivre les conventions bibliographiques. Il est recommandé d'utiliser les modèles {{Ouvrage}}, {{Chapitre}}, {{Article}}, {{Lien web}} et/ou {{Bibliographie}}. Le mode d'édition visuel peut mettre en forme automatiquement les références.
- Insérer une infobox (cadre d'informations à droite) n'est pas obligatoire pour parachever la mise en page.

Pour une aide détaillée, merci de consulter Aide:Wikification.
Si vous pensez que ces points ont été résolus, vous pouvez retirer ce bandeau et améliorer la mise en forme d'un autre article.
Hovhannes Tarakdjian (en bulgare : Ованес Таракджиян), également connu sous le nom d'Onik Torossian, est un révolutionnaire bulgaro-arménien né en 1873 à Rodosto et mort pendu le 27 novembre 1901 à Odrin.

## Biographie
Issu de la communauté arménienne, Hovhannes Tarakdjian né en 1873 à Rodosto, alors dans l'Empire ottoman. Il s'engage dans les activités révolutionnaires dès 1901, lorsqu'avec dix camarades arméniens et bulgares du VMORO (dont Slavi Merdjanov et Petar Sokolov) ils forment une escouade révolutionnaire à Plovdiv, qui, dirigée par Bedros Siremdjian, tenta d'enlever le shah de Perse, ce qui échoua. Ils se dirigèrent ensuite vers le valya d'Odrin, mais cette tentative échoue également. L'escouade parvient alors à kidnapper Nouri bey, le fils du riche notable d'Odrin, Dertli Mustafa.
En octobre, le groupe est découvert par des chasseurs turcs dans la région de Youkloutsité, près du village de Fikel. Après une courte escarmouche au cours de laquelle le fils du fermier est tué, Petar Sokolov et Tatoul Zarmarian sont grièvement blessés et décèdent des suites de leurs blessures. Merdjanov, Siremdjian et Onik Torossian sont également grièvement blessés et faits prisonniers. Après avoir été soignés à l'hôpital militaire d'Odrin, ils sont tous les trois pendus le 27 novembre,,.

## Sources
1. ↑  Агоп Гарабедян: Совместные действия армянского и болгарского освободительного движения в конце XIX и начале XX века, Политика, Ереван, — REGNUM, 24 января 2011.
2. ↑  (bg) Енциклопедия България, tome 4, Sofia, Académie bulgare des sciences,‎ 1984, 193 p.
3. ↑  (bg) Boris Nikolov, Вътрешна македоно-одринска революционна организация: Войводи и ръководители (1893-1934): Биографично-библиографски справочник, Sofia, Zvezdi,‎ 2001, 102 p. (ISBN 954-9514-28-5)
4. ↑  (bg) Петъръ Соколовъ и Свѣтославъ Мерджановъ // Илюстрация Илиндень 1 (11), Илинденска организация,‎ 1928, 3 p.